# Comocladia pinnatifolia
Comocladia pinnatifolia là một loài thực vật có hoa trong họ Đào lộn hột. Loài này được L. mô tả khoa học đầu tiên năm 1759.